# Ataliva
Ataliva è un comune situato a nord-est del dipartimento di Castellanos all'interno della provincia di Santa Fe, in Argentina.

## Geografia
Ataliva è situata a 89 metri sopra il livello del mare e dista circa 20 km da Humberto 1º e 107 km dalla capitale provinciale Santa Fe.

## Storia
L'insediamento fu fondato il 21 febbraio 1884 per volontà di una società, presieduta dall'impresario Ataliva Roca, dedita alla colonizzazione delle terre dell'ovest della provincia di Santa Fe. Originariamente l'abitato si sviluppò nei pressi della stazione ferroviaria, attivata nel 1886; successivamente Ataliva venne spostata nella posizione attuale, a 2 km ad ovest. I coloni che s'insediarono nell'area erano in larga maggioranza italiani.
Il primo censimento, datato 1887, indicava che ad Ataliva vi abitavano 564 persone, l'80% delle quali italiane. Lo stesso anno fu nominata la prima autorità giudiziaria, mentre il 26 novembre 1892 fu nominato il primo consiglio comunale.

## Monumenti e luoghi d'interesse
- Chiesa di San Rocco

## Società

### Evoluzione demografica
La Popolazione di Ataliva è di 2.065 abitanti (Fonte Indec, 2010)
Abitanti censiti

## Cultura

### Festa provinciale del Chorizo
La Festa provinciale del Chorizo si tiene tutti gli anni ad Ataliva la prima metà di dicembre.

## Amministrazione
Il sindaco di Ataliva è Fabio Sánchez.

### Gemellaggi
Ataliva è gemellata con:
- Pancalieri